# Lommerange

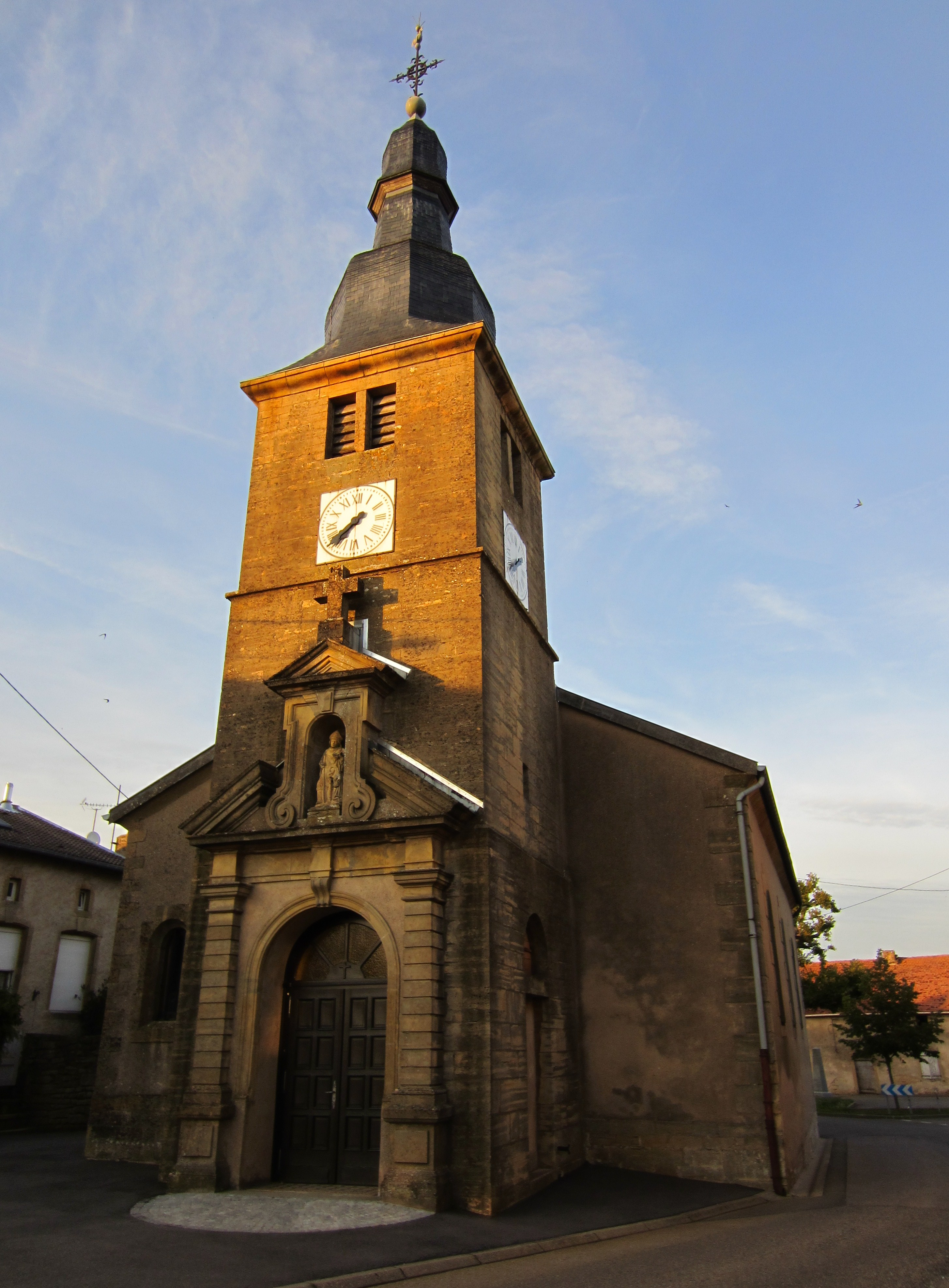
Kirche Saint-Léger

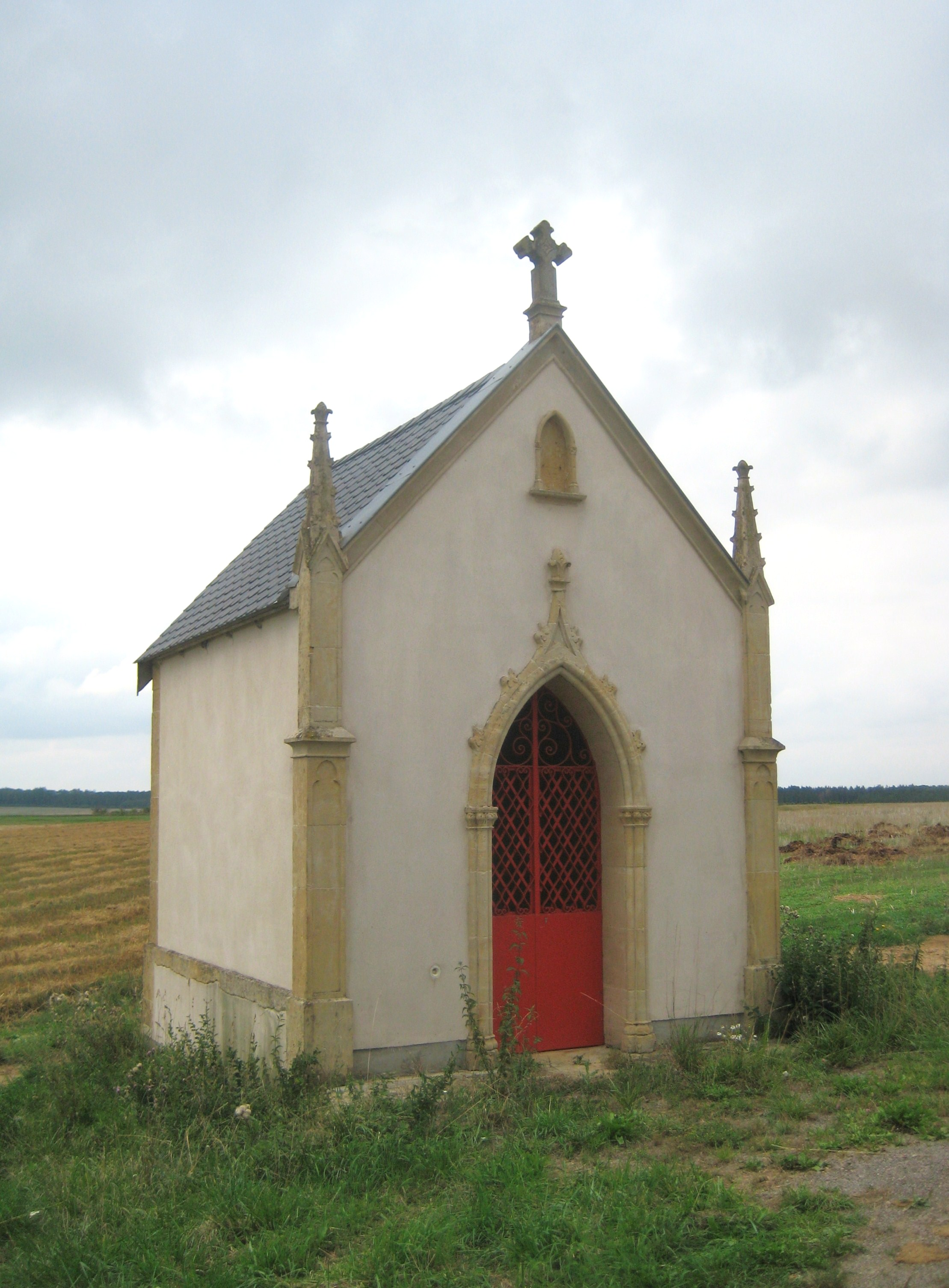
Kapelle Sainte-Apolline

Lommerange (deutsch Lommeringen) ist eine französische Gemeinde mit 383 Einwohnern (Stand 1. Januar 2022) im Département Moselle in der Region Grand Est (bis 2015 Lothringen). Sie gehört zum Arrondissement Thionville.

## Geographie
Das Dorf liegt in Lothringen, etwa 15 Kilometer westlich von Thionville (deutsch Diedenhofen) auf einer Höhe zwischen 230 und 327 m über dem Meeresspiegel. Das Gemeindegebiet umfasst 8,16 km². An der östlichen Gemeindegrenze verläuft der Fluss Conroy.

## Geschichte
Der Ort wurde 1049 erstmals als Laumeringa erwähnt. Er gehörte zum Herzogtum Bar und wurde 1766 von Frankreich annektiert.
Nach dem  Frieden von Frankfurt vom 10. Mai 1871 kam Lommeringen zusammen mit dem südlich des Dorfs gelegenen zugehörigen Hof Landrevingen und der zugehörigen Mühle Malsage sowie
siebzehn weiteren Orten von Französisch-Lothringen durch Gebietsaustausch an Deutschland zurück, wo es dem Bezirk Lothringen im Reichsland Elsaß-Lothringen zugeordnet wurde.
Nach dem Ersten Weltkrieg musste das Dorf aufgrund der Bestimmungen des Versailler Vertrags an Frankreich abgetreten werden.

### Bevölkerungsentwicklung
| Jahr      | 1962 | 1968 | 1975 | 1982 | 1990 | 1999 | 2007 | 2019 |
| Einwohner | 268  | 262  | 234  | 278  | 282  | 313  | 288  | 334  |

## Wappen
Beschreibung: In Blau ein goldener Krummstab rechts und ein goldbegrifftes Schwert mit silberner Klinge nach oben gerichtet zur anderen Seite und dazwischen ein goldener sechszackiger Stern. Drei (2;1) silberne Passionsnägel am Schildhaupt und Schildfuß. Krummstab, Schwert und Passionsnägel stehen für die Abtei Saint-Vanne in Verdun, von der Lommerange abhängig war. Der sechsstrahlige Stern erinnert an die Zugehörigkeit zur Propstei in Sancy.

## Belege
1. ↑  Eugen H. Th. Huhn: Deutsch-Lothringen. Landes-, Volks- und Ortskunde, Stuttgart 1875, S. 324 (online).
2. ↑  Vollständiges geographisch-topographisch-statistisches Orts-Lexikon von Elsass-Lothringen. Enthaltend: die Städte, Flecken, Dörfer, Schlösser, Gemeinden, Weiler, Berg- und Hüttenwerke, Höfe, Mühlen, Ruinen, Mineralquellen u. s. w. mit Angabe der geographischen Lage, Fabrik-, Industrie- u. sonstigen Gewerbethätigkeit, der Post-, Eisenbahn- u. Telegraphen-Stationen u. geschichtlichen Notizen etc. Nach amtlichen Quellen bearbeitet von H. Rudolph. Louis Zander, Leipzig 1872, Sp. 77–78 unten (online).
3. ↑  Wappenbeschreibung auf genealogie-lorraine.fr (französisch)